# Parque nacional de Dibru-Saikhowa
El parque nacional de Dibru - Saikhova es un parque nacional indio, el más grande de Assam. Está localizado aproximadamente a 13 kilómetros al norte de la ciudad de Tinsukia y a 515 km de Guwahati.
Es atravesado por el río Brahmaputra y las colinas Arunachal por el norte y el Dibru y las colinas Patkai hacia el sur. Se localiza entre los 27°30 ' N a 27°45 ' N de latitud y 95°10 ' E a 95°45' E de longtitud.
Fue declarado una reserva natural en 1986 por el gobierno de Assam uniendo dos bosques de la reserva: Dibru y Saikhowa, incluyendo algunas otras áreas. Fue elevado al estado de parque nacional en el año de 1999, lo que restringe su área principal a 340 km² . 
El parque nacional de Dibru Saikhowa es uno de los 19 puntos de diversidad biológica en el mundo. Este principalmente consiste en bosques semihúmedos, bosque tropical húmedo, el bambú y los prados. 
Situado en los llanos de inundación del río Brahmaputra, en una altitud de 118 metros sobre el nivel del mar, Dibru-Saikhowa es una zona segura para muchas especies sumamente raras y en vías de extinción de vida salvaje incluyendo más de 300 aves, tanto especies en peligro como migratoria, así como varias de arbustos, hierbas y plantas raras medicinales.

## Clima
Dibru Saikhowa disfruta de un clima de monzón tropical. La precipitación anual se extiende de 2300 mm a 3800 mm. Los principales meses lluviosos son junio, julio, agosto, septiembre. La temperatura anual del área se extiende de 7 a 34 °C donde junio, julio y agosto son los meses más calientes mientras que diciembre y enero son los meses más frescos. 

## Fauna
Un total 36 especies de mamíferos ha sido registrada hasta ahora en el parque nacional Dibru-Saikhowa, de las cuales 12 son catalogados en la lista de protección del programa de vida Salvaje de 1972.
Entre las especies se incluyen: tigre de Bengala, leoprado, pantera nebulosa, gato selvático o de la jungla, oso hocicón, cuon o dole, civeta, pangolín chino, delfín del Ganges, loris lento, mono Rhesus, mono Langur, elefante indio o asiático, jabalí, búfalo de agua (carabao), muntjac.
En su hábitat natural, son famosos sus caballos salvajes.
Por lo que se refiere a las aves, hay que considerar que este parque tiene numerosos canales interiores de agua, bosques parcialmente inundados y zonas hierbosas. Esto hace que sea un destino muy importante para las diversas aves que buscan el bosque de pantano como la  tordina palustre, el timalí de Jerdon, o el picoloro pechinegro. Algunas otras aves encontradas aquí son:

## Información del parque

### Actividades
La mejor época para visitar el parque es entre los meses de noviembre y abril.
Se requiere de permiso para entrar en el parque. Guijan Ghat (10 km de Tinsukia) y Saikhowa Ghat son los dos puntos de entrada para los turistas. No permiten la entrada antes de la salida del sol y después de la puesta del sol, así como tampoco se permite acampar en la noche o hacer un pícnic dentro del Parque. Hay dos pueblos forestales dentro del parque, Dhadia y Laika.

### Acceso
- Por avión: Dibrugarh es el aeropuerto más cercano, está a 40 km de la ciudad de Tinsukia. Hay vuelos regulares de ciudades principales como Delhi, Calcuta y Guwahati.
- Por tren: Dibrugarh es la estación más cercana, que está unida con Guwahati y con otras ciudades por el servicio de trenes.
- Por carretera: el servicio regular de autobús, taxis y jinrikishas está disponible en Tinsukia (13 kilómetros).

## Galería de Imágenes

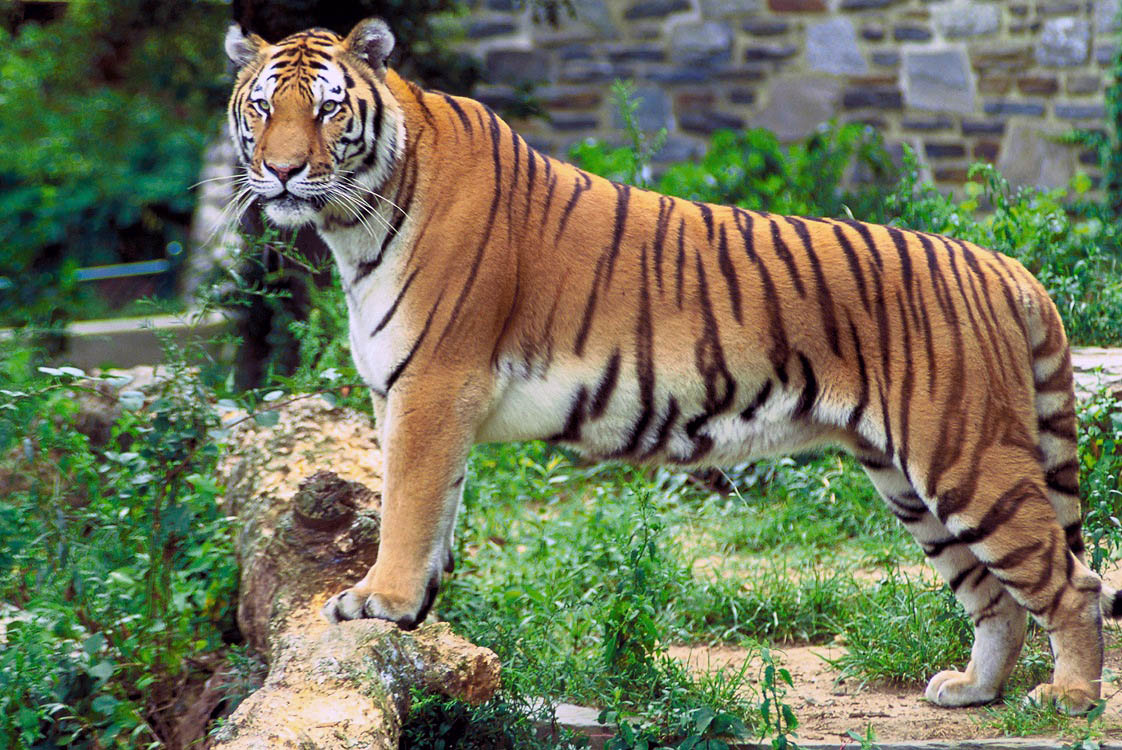
tigre
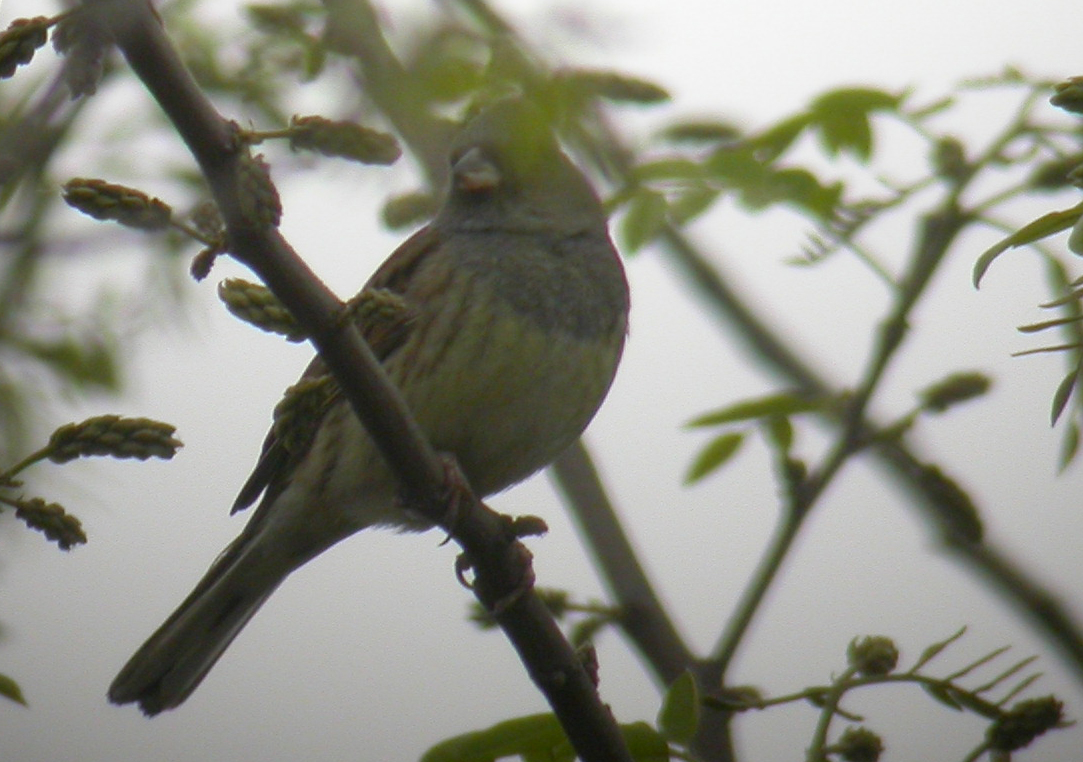
emberiza spodocephala
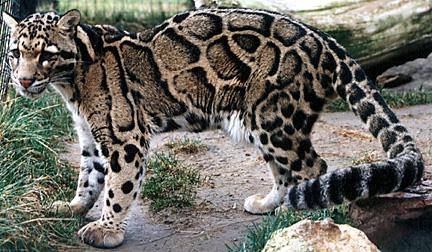
pantera nebulosa
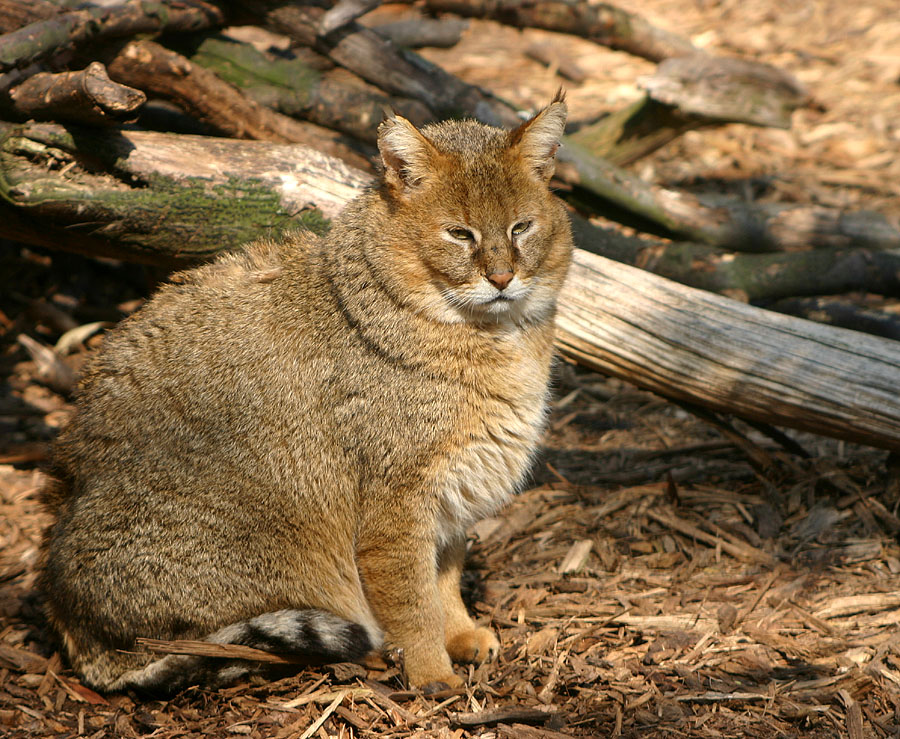
gato salvaje
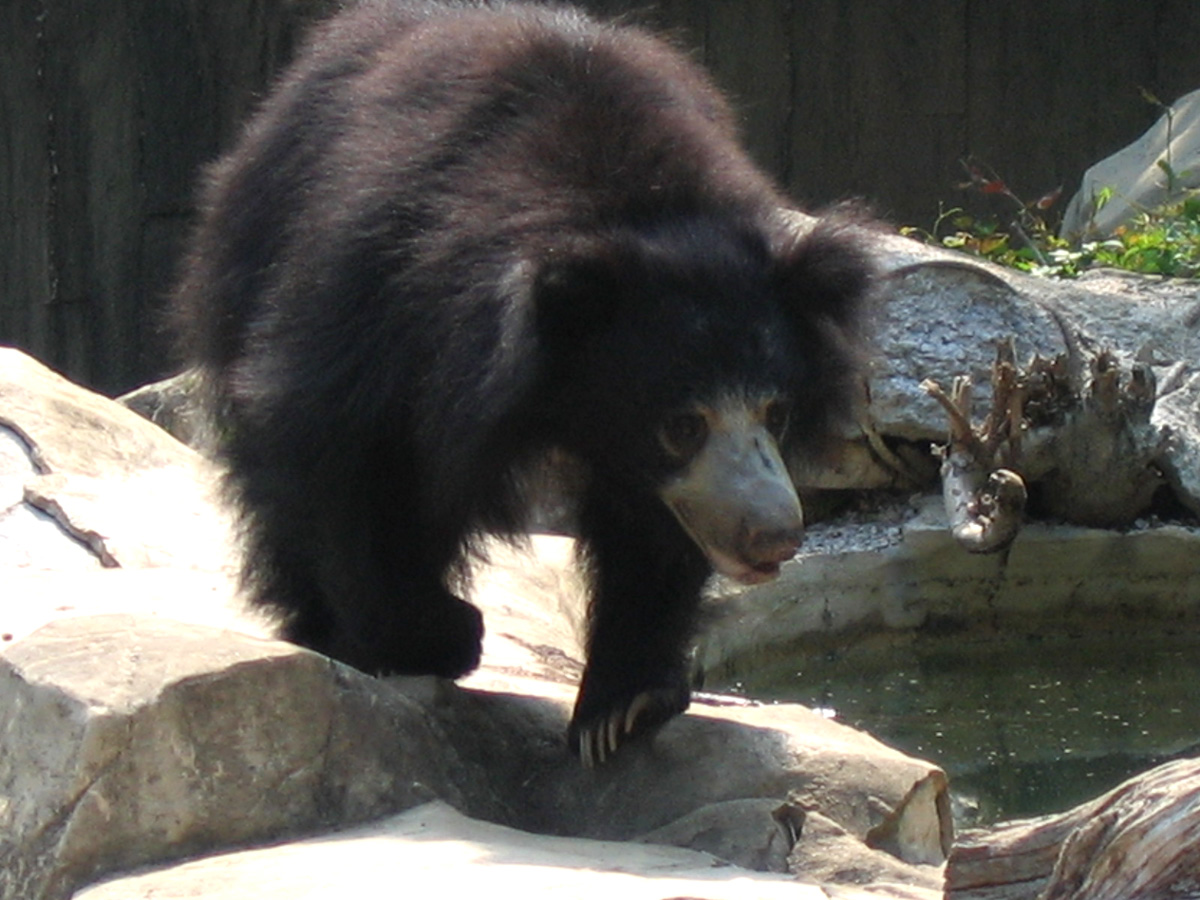
oso hocicón
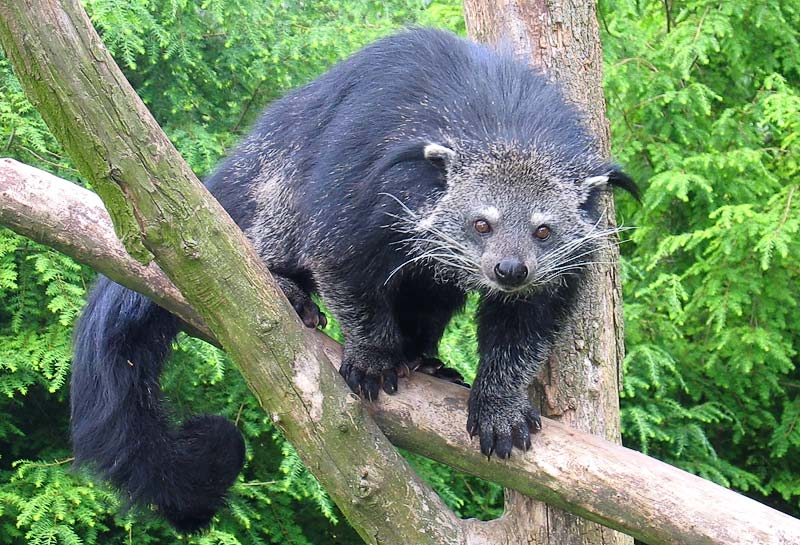
civet
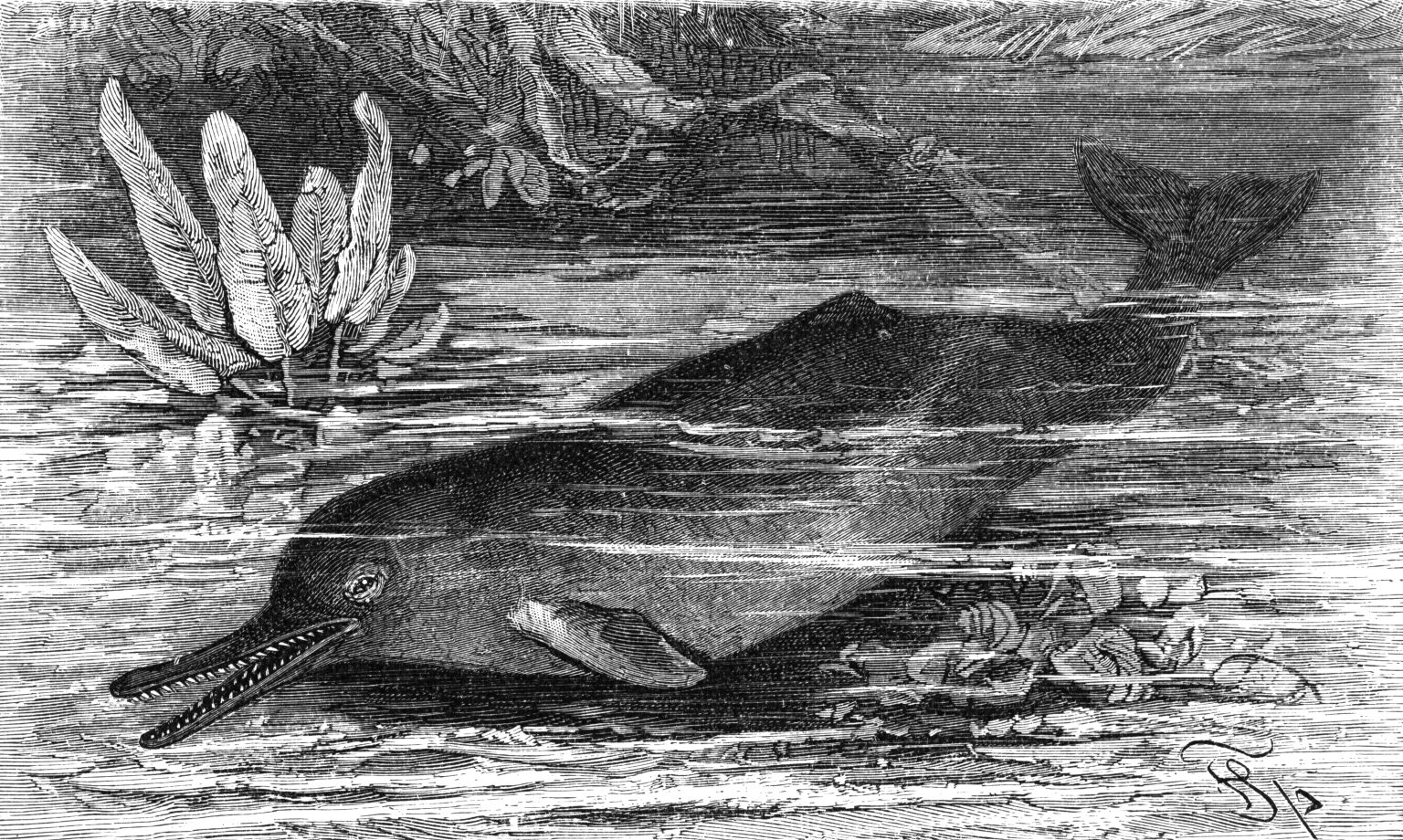
delfín del rio ganges
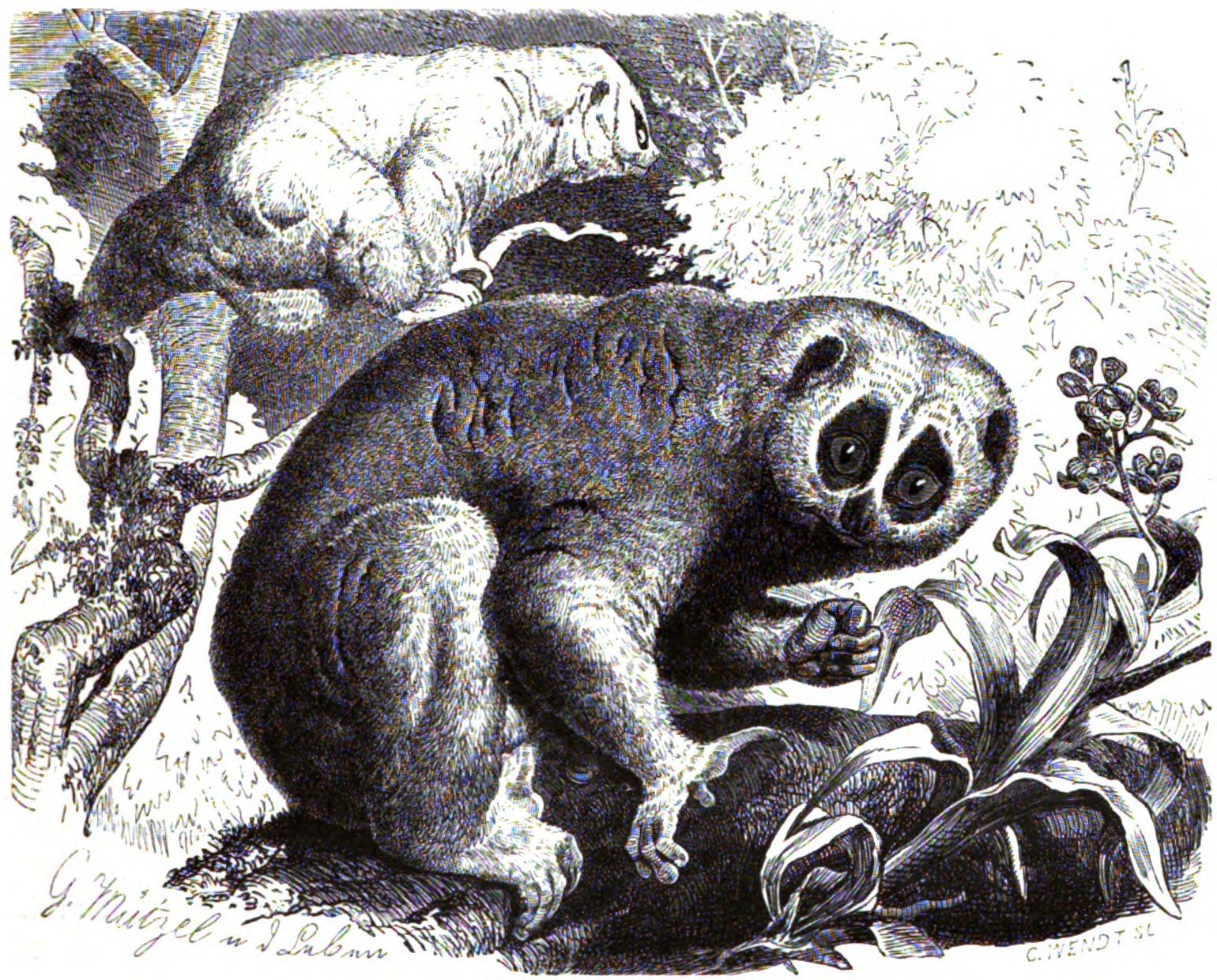
loris lento
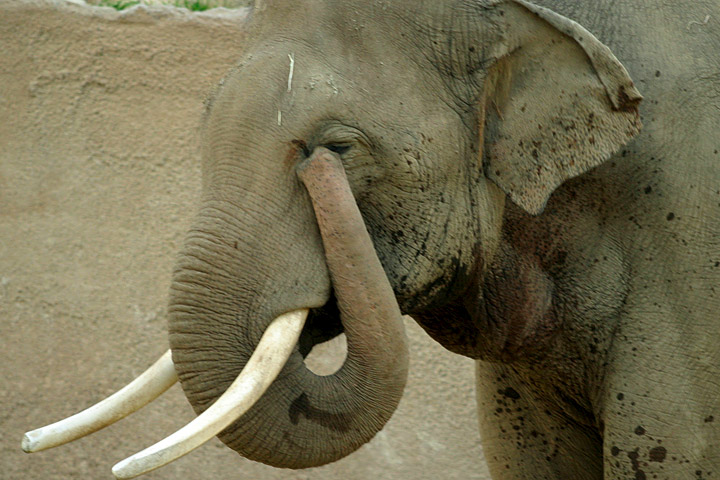
elefante indio
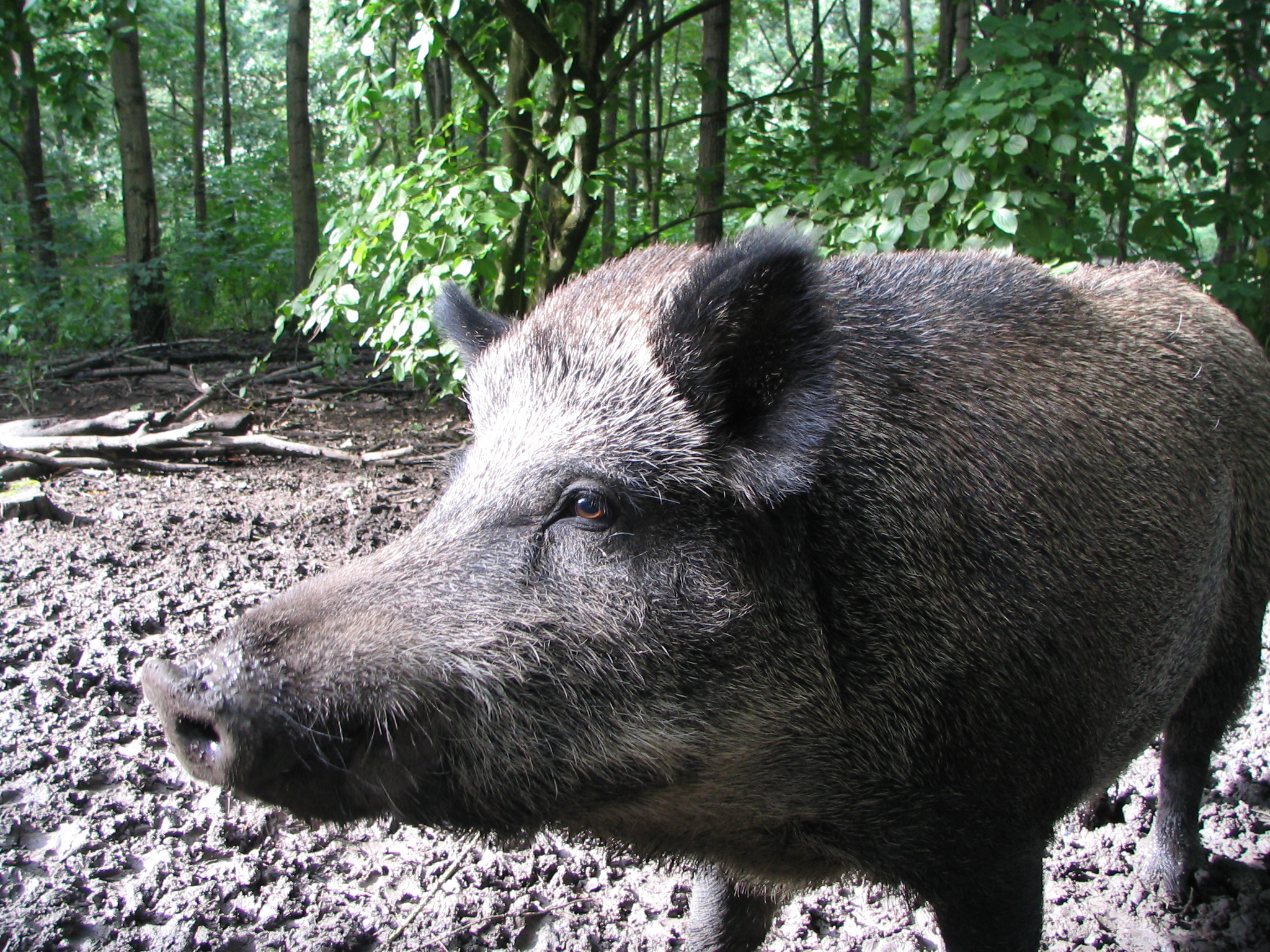
jabalí
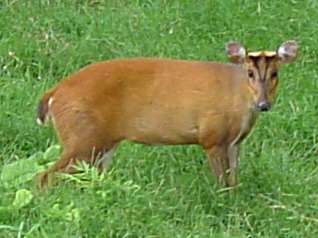
muntjac